# Pavel Kubát
Pavel Kubát (* 26. srpna 1991 Chlumec nad Cidlinou) je český reprezentant a juniorský mistr světa v orientačním běhu. Mezi jeho největší úspěchy patří zlatá medaile z klasické trati na juniorském mistrovství světa 2010 v dánském Aalborgu. V současnosti běhá za český klub OK 99 Hradec Králové a též za finský klub Kalevan Rasti, za který startuje ve Skandinávii. Pracuje jako ekonom ve společnosti Kitl. Jeho manželkou je orientační běžkyně, běhající za oddíl OK Chrastava Jana Kubátová.

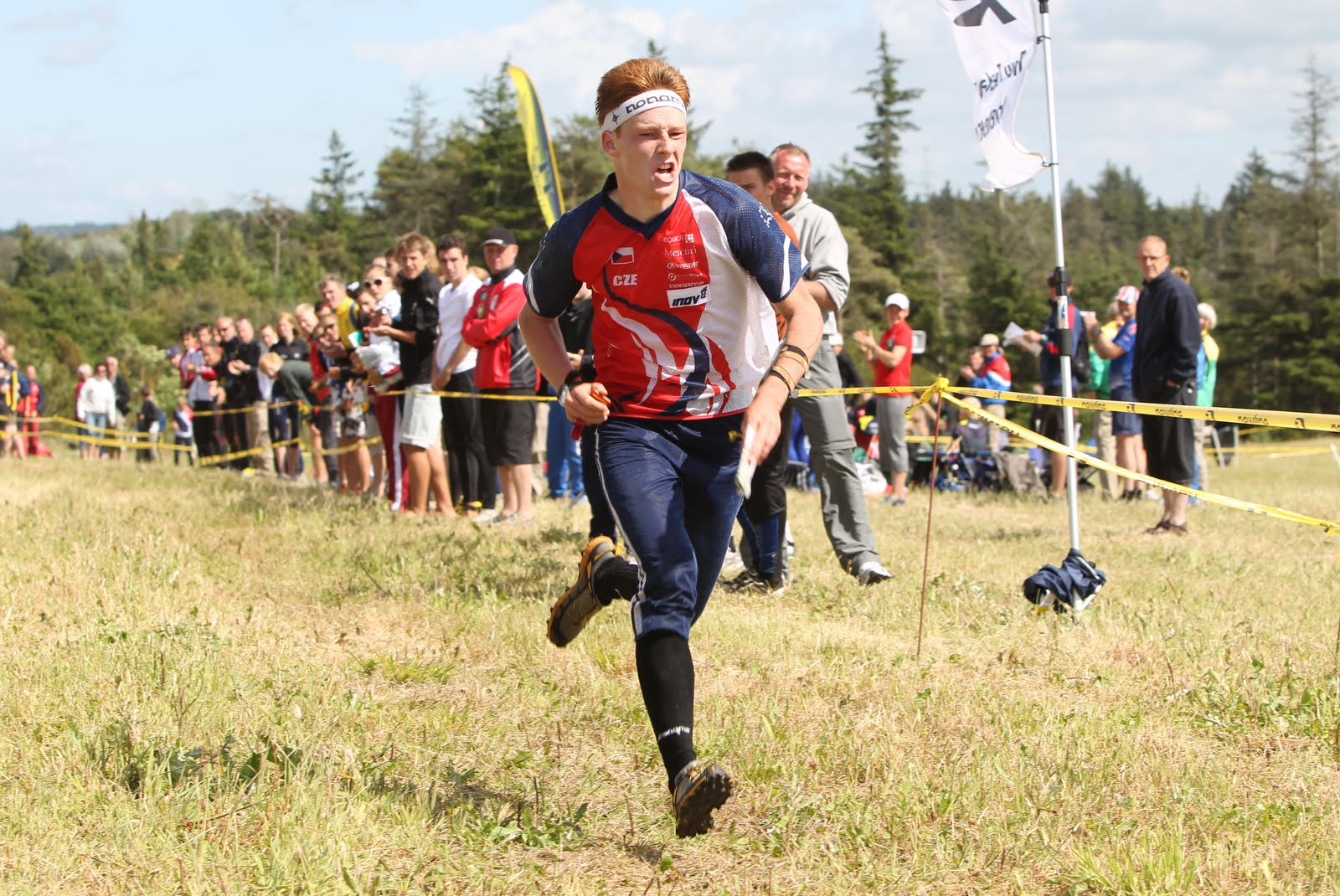
1. místo v longu na JWOC 2010

## Sportovní kariéra

### Umístění na MS
| Přehled úspěchů na Mistrovství světa | Přehled úspěchů na Mistrovství světa | Přehled úspěchů na Mistrovství světa | Přehled úspěchů na Mistrovství světa | Přehled úspěchů na Mistrovství světa |
| Mistrovství světa                    | Sprint                               | Middle                               | Long                                 | Štafety                              |
| ------------------------------------ | ------------------------------------ | ------------------------------------ | ------------------------------------ | ------------------------------------ |
| Lausanne 2012                        | X                                    | Q18. místo                           | X                                    | X                                    |

| Přehled úspěchů na Mistrovství světa juniorů | Přehled úspěchů na Mistrovství světa juniorů | Přehled úspěchů na Mistrovství světa juniorů | Přehled úspěchů na Mistrovství světa juniorů | Přehled úspěchů na Mistrovství světa juniorů |
| Mistrovství světa juniorů                    | Sprint                                       | Middle                                       | Long                                         | Štafety                                      |
| -------------------------------------------- | -------------------------------------------- | -------------------------------------------- | -------------------------------------------- | -------------------------------------------- |
| San Martino 2009                             | 20. místo                                    | 52. místo                                    | 52. místo                                    | 16. místo                                    |
| Aalborg 2010                                 | 28. místo                                    | 32. místo                                    | 1. místo                                     | 6. místo                                     |
| Wejherowo 2011                               | 7. místo                                     | 18. místo                                    | 5. místo                                     | 3. místo                                     |

### Umístění na MČR
| Umístění na Mistrovství České republiky v orientačním běhu | Umístění na Mistrovství České republiky v orientačním běhu | Umístění na Mistrovství České republiky v orientačním běhu | Umístění na Mistrovství České republiky v orientačním běhu | Umístění na Mistrovství České republiky v orientačním běhu | Umístění na Mistrovství České republiky v orientačním běhu | Umístění na Mistrovství České republiky v orientačním běhu | Umístění na Mistrovství České republiky v orientačním běhu | Umístění na Mistrovství České republiky v orientačním běhu | Umístění na Mistrovství České republiky v orientačním běhu | Umístění na Mistrovství České republiky v orientačním běhu | Umístění na Mistrovství České republiky v orientačním běhu |
| Ročník                                                     | Kategorie                                                  | Klasická                                                   | Krátká                                                     | Sprint                                                     | Dlouhá                                                     | Noční                                                      | Ranking                                                    | Členství v klubu                                           | Štafety                                                    | Kluby                                                      | Sprint. štafety                                            |
| ---------------------------------------------------------- | ---------------------------------------------------------- | ---------------------------------------------------------- | ---------------------------------------------------------- | ---------------------------------------------------------- | ---------------------------------------------------------- | ---------------------------------------------------------- | ---------------------------------------------------------- | ---------------------------------------------------------- | ---------------------------------------------------------- | ---------------------------------------------------------- | ---------------------------------------------------------- |
| MČR 2005                                                   | H16 – mladší dorostenci                                    |                                                            | 42. místo                                                  |                                                            |                                                            |                                                            |                                                            | OK 99 Hradec Králové                                       |                                                            |                                                            |                                                            |
| MČR 2006                                                   | H16 – mladší dorostenci                                    | 1. místo                                                   | disk                                                       |                                                            |                                                            |                                                            |                                                            | OK 99 Hradec Králové                                       |                                                            |                                                            |                                                            |
| MČR 2007                                                   | H16 – mladší dorostenci                                    | 3. místo                                                   | 2. místo                                                   | 2. místo                                                   |                                                            |                                                            | 973. místo                                                 | OK 99 Hradec Králové                                       |                                                            |                                                            |                                                            |
| MČR 2007                                                   | H18 – starší dorostenci                                    |                                                            |                                                            |                                                            | 15. místo                                                  |                                                            |                                                            | OK 99 Hradec Králové                                       | 3. místo                                                   |                                                            |                                                            |
| MČR 2008                                                   | H18 – starší dorostenci                                    | 3. místo                                                   | 5. místo                                                   | 5. místo                                                   | 1. místo                                                   | 4. místo                                                   | 331. místo                                                 | OK 99 Hradec Králové                                       | 2. místo                                                   |                                                            |                                                            |
| MČR 2009                                                   | H18 – starší dorostenci                                    | 1. místo                                                   | 10. místo                                                  | 5. místo                                                   | 3. místo                                                   | 1. místo                                                   | 407. místo                                                 | OK 99 Hradec Králové                                       | 5. místo                                                   |                                                            |                                                            |
| MČR 2010                                                   | H20 – junioři                                              | 1. místo                                                   | 1. místo                                                   | 4. místo                                                   | 2. místo                                                   |                                                            | 18. místo                                                  | OK 99 Hradec Králové                                       |                                                            |                                                            |                                                            |
| MČR 2010                                                   | H21 – muži                                                 |                                                            |                                                            |                                                            |                                                            |                                                            |                                                            | OK 99 Hradec Králové                                       | 2. místo                                                   | 2. místo                                                   |                                                            |
| MČR 2011                                                   | H20 – junioři                                              | 1. místo                                                   | 1. místo                                                   | 2. místo                                                   |                                                            | 1. místo                                                   | 6. místo                                                   | OK 99 Hradec Králové                                       |                                                            |                                                            |                                                            |
| MČR 2011                                                   | H21 – muži                                                 |                                                            |                                                            |                                                            |                                                            |                                                            |                                                            | OK 99 Hradec Králové                                       | 1. místo                                                   | 5. místo                                                   |                                                            |
| MČR 2012                                                   | H21 – muži                                                 | 28. místo                                                  | 7. místo                                                   | disk                                                       |                                                            | 3. místo                                                   | 5. místo                                                   | OK 99 Hradec Králové                                       | zrušeno                                                    | 4. místo                                                   |                                                            |
| MČR 2013                                                   | H21 – muži                                                 | 5. místo                                                   | 8. místo                                                   | 7. místo                                                   |                                                            |                                                            | 3. místo                                                   | OK 99 Hradec Králové                                       | 5. místo                                                   | 5. místo                                                   |                                                            |
| MČR 2014                                                   | H21 – muži                                                 |                                                            | 19. místo                                                  | 13. místo                                                  |                                                            |                                                            | 8. místo                                                   | OK 99 Hradec Králové                                       | 4. místo                                                   | 2. místo                                                   |                                                            |
| MČR 2015                                                   | H21 – muži                                                 | 3. místo                                                   | 5. místo                                                   |                                                            |                                                            |                                                            | 319. místo                                                 | OK 99 Hradec Králové                                       | 1. místo                                                   | 3. místo                                                   |                                                            |
| MČR 2016                                                   | H21 – muži                                                 | 3. místo                                                   | 1. místo                                                   |                                                            |                                                            |                                                            | 2. místo                                                   | OK 99 Hradec Králové                                       | 2. místo                                                   | 2. místo                                                   |                                                            |
| MČR 2017                                                   | H21 – muži                                                 | 10. místo                                                  |                                                            |                                                            |                                                            | 1. místo                                                   | 9. místo                                                   | OK 99 Hradec Králové                                       | 1. místo                                                   | 1. místo                                                   |                                                            |
| MČR 2018                                                   | H21 – muži                                                 | 4. místo                                                   | 8. místo                                                   | 9. místo                                                   |                                                            | 4. místo                                                   | 8. místo                                                   | OK 99 Hradec Králové                                       | 2. místo                                                   | 1. místo                                                   |                                                            |
| MČR 2019                                                   | H21 – muži                                                 | 2. místo                                                   | 9. místo                                                   | 12. místo                                                  |                                                            |                                                            | 5. místo                                                   | OK 99 Hradec Králové                                       | 2. místo                                                   | 1. místo                                                   | 5. místo                                                   |
| MČR 2020                                                   | H21 – muži                                                 | 3. místo                                                   |                                                            | 5. místo                                                   |                                                            | zrušeno                                                    | 4. místo                                                   | OK 99 Hradec Králové                                       | 2. místo                                                   | zrušeno                                                    | 8. místo                                                   |
| MČR 2021                                                   | H21 – muži                                                 | 4. místo                                                   | 2. místo                                                   |                                                            |                                                            |                                                            |                                                            | OK 99 Hradec Králové                                       | 2. místo                                                   | 2. místo                                                   |                                                            |